# Палащенково
Палащенково (укр. Палащенкове) — село,
Дорошовский сельский совет,
Ямпольский район,
Сумская область,
Украина.
Код КОАТУУ — 5925680808. Население по переписи 2001 года составляло 16 человек .

## Географическое положение
Село Палащенково находится у истоков реки Кремля,
выше по течению на расстоянии в 0,5 км расположено село Дорошенково,
ниже по течению примыкает село Косинское,
на противоположном берегу — село Романьково.